# Orimarga stenotes
Orimarga stenotes är en tvåvingeart som beskrevs av Alexander 1969. Orimarga stenotes ingår i släktet Orimarga och familjen småharkrankar. Inga underarter finns listade i Catalogue of Life.